# Светски рекорди постигнути на европским првенствима у атлетици на отвореном
Европско првенство у атлетици на отвореном је после Олимпијских игара и Светског првенства у атлетици на отвореном, најзначајније атлетско такмичење. Због дужих припрема и темпирања форме за ова такмичења, на њима се постижу врхунски резултати, светски, континентални, национални и лични рекорди. Ово је преглед светских рекорда који су постигнути на досадашњим првенствима Европе на отвореном у обе конкуренције.
Закључно са Европским првенством 2014. у Цириху, постигнуто је 35 светских рекорда од тога 9 у мушкој и 26 у женској конкуренцији.
| Европско првенство | Дисциплина                 | Мушкарци                                                      | Земља                      | Жене                                                       | Земља                      | Резултат                   | Датум                      |
| ------------------ | -------------------------- | ------------------------------------------------------------- | -------------------------- | ---------------------------------------------------------- | -------------------------- | -------------------------- | -------------------------- |
| Торино 1934        | Бацање копља               | Мати Јарвинен                                                 | Финска                     |                                                            |                            | 76,86                      | 7. септембар 1934.         |
| Беч 1938           | 80 м препоне               |                                                               |                            | Клаудија Тестони                                           | Краљевина Италија          | 11,6                       | 17. септембар 1938.        |
| Осло 1946          | Није било светских рекорда | Није било светских рекорда                                    | Није било светских рекорда | Није било светских рекорда                                 | Није било светских рекорда | Није било светских рекорда | Није било светских рекорда |
| Брисел 1950        | Није било светских рекорда | Није било светских рекорда                                    | Није било светских рекорда | Није било светских рекорда                                 | Није било светских рекорда | Није било светских рекорда | Није било светских рекорда |
| Берн 1954          | 5.000 м                    | Владимир Куц                                                  | Совјетски Савез            |                                                            |                            | 13:56,6                    | 29. август 1954.           |
| Берн 1954          | Бацање кладива             | Михаил Кривоносов                                             | Совјетски Савез            |                                                            |                            | 63,34                      | 29. август 1954.           |
| Стокхолм 1946      | Није било светских рекорда | Није било светских рекорда                                    | Није било светских рекорда | Није било светских рекорда                                 | Није било светских рекорда | Није било светских рекорда | Није било светских рекорда |
| Београд 1962       | 400 м препоне              | Салвароре Морале                                              | Италија                    |                                                            |                            | 49,2                       | 14. септембар 1962.        |
| Београд 1962       | 400 м                      |                                                               |                            | Марија Иткина                                              | Совјетски Савез            | 53,4                       | 14. септембар 1962.        |
| Београд 1962       | Бацање кугле               |                                                               |                            | Тамара Прес                                                | Совјетски Савез            | 18,55                      | 12. септембар 1962.        |
| Будимпешта 1966    | Није било светских рекорда | Није било светских рекорда                                    | Није било светских рекорда | Није било светских рекорда                                 | Није било светских рекорда | Није било светских рекорда | Није било светских рекорда |
| Атина 1969         | Бацање кладива             | Анатолиј Бондарчук                                            | Совјетски Савез            |                                                            |                            | 74,68                      | 20. септембар 1969.        |
| Атина 1969         | 400 м                      |                                                               |                            | Никол Дукло                                                | Француска                  | 51,7                       | 18. септембар 1969.        |
| Атина 1969         | 400 м                      | Колет Бесон                                                   |                            |                                                            | Француска                  | 51,7                       | 18. септембар 1969.        |
| Атина 1969         | 1.500 м                    |                                                               |                            | Јарослава Јахличкова                                       | Чехословачка               | 4:10,7                     | 20. септембар 1969.        |
| Атина 1969         | штафета 4 х 100 м          |                                                               |                            | Christa Czekay Antje Gleichfeld Inge Eckhoff Кристел Фрезе | Западна Немачка            | 3:33,9                     | 19. септембар 1969. Кв.    |
| Атина 1969         | штафета 4 х 100 м          |                                                               |                            | Rosemary Stirling Патриша Лоу Џенет Симпсон Lillian Board  | Уједињено Краљевство       | 3:30,8                     | 20. септембар 1969         |
| Атина 1969         | штафета 4 х 100 м          |                                                               |                            | Barnadette Martin Nicole Duclos Eliane Jacq Колет Бесон    | Француска                  | 3:30,8                     | 20. септембар 1969         |
| Атина 1969         | Бацање кугле               |                                                               |                            | Надежда Чижова                                             | Совјетски Савез            | 20,43                      | 20. септембар 1989.        |
| Хелсинки 1971      | 1.500 м                    |                                                               |                            | Карин Бумелајт                                             | Источна Немачка            | 4:09,6                     | 15. август 1971.           |
| Хелсинки 1971      | штафета 4 х 100 м          |                                                               |                            | Rita Kühne Ingelore Lohse Helga Seidler Monika Zehrt       | Источна Немачка            | 3:29,3                     | 20. август 1971.           |
| Хелсинки 1971      | Бацање диска               |                                                               |                            | Фаина Мељник                                               | Совјетски Савез            | 64,22                      | 16. август 1971.           |
| Рим 1974           | штафета 4 х 100 м          |                                                               |                            | Дорис Малецки Ранета Штехер Кристина Хајнрих Бербал Екерт  | Источна Немачка            | 42,51                      | 8. септембар 1974.         |
| Рим 1974           | Скок увис                  |                                                               |                            | Роземари Вичас                                             | Источна Немачка            | 1,95                       | 8. септембар 1974.         |
| Рим 1974           | Бацање копља               |                                                               |                            | Рут Фукс                                                   | Источна Немачка            | 67,22                      | 3. септембар 1974.         |
| Праг 1978          | 400 м                      |                                                               |                            | Марита Кох                                                 | Источна Немачка            | 48,94                      | 31. август 1978.           |
| Праг 1978          | 400 м препоне              |                                                               |                            | Татјана Зеленцова                                          | Совјетски Савез            | 53,4                       | 2. септембар 1978.         |
| Праг 1978          | Скок увис                  |                                                               |                            | Сара Симеоне                                               | Италија                    | 2,01                       | 31. август 1978.           |
| Праг 1978          | Скок удаљ                  |                                                               |                            | Vilma Bardauskienė                                         | Совјетски Савез            | 7,09                       | 29. август 1978.           |
| Атина 1982         | Десетобој                  | Дејли Томпсон                                                 | Велика Британија           | 8.744                                                      | 7/8. септембар 1982.       |                            |                            |
| Атина 1982         | 400 м                      |                                                               |                            | Марита Кох                                                 | Источна Немачка            | 48,15                      | 31. септембар 1982.        |
| Атина 1982         | 4 х 400 м                  |                                                               |                            | Кирстен Симон Забине Буш Дагмар Рибсам Марита Кох          | Источна Немачка            | 3:19,05                    | 11. септембар 1982.        |
| Атина 1982         | Скок увис                  |                                                               |                            | Урлике Мајнфарт                                            | Источна Немачка            | 2,02                       | 8. септембар 1982.         |
| Штутгарт 1986      | Бацање кладива             | Јуриј Седих                                                   | Совјетски Савез            |                                                            |                            | 86,74                      | 30. август 1986.           |
| Штутгарт 1986      | 200 м                      |                                                               |                            | Хајке Дрекслер                                             | Источна Немачка            | 21,71                      | 29. август 1986.           |
| Штутгарт 1986      | 400 м препоне              |                                                               |                            | Марија Степанова                                           | Совјетски Савез            | 53,32                      | 30. август 1986.           |
| Штутгарт 1986      | Бацање копља               |                                                               |                            | Фатима Вајтбред                                            | Уједињено Краљевство       | 77,44                      | 28. август 1986. Кв.       |
| Сплит 1990         | штафета 4 х 100 м          | Макс Моринјер Данијел Сангума Жан-Шарл Труабал Бруно Мари-Роз | Француска                  |                                                            |                            | 37,79                      | 1. септембар 1990          |
| Хелсинки 1994      | Није било светских рекорда | Није било светских рекорда                                    | Није било светских рекорда | Није било светских рекорда                                 | Није било светских рекорда | Није било светских рекорда | Није било светских рекорда |
| Будимпешта 1998    | Није било светских рекорда | Није било светских рекорда                                    | Није било светских рекорда | Није било светских рекорда                                 | Није било светских рекорда | Није било светских рекорда | Није било светских рекорда |
| Минхен 2002        | Није било светских рекорда | Није било светских рекорда                                    | Није било светских рекорда | Није било светских рекорда                                 | Није било светских рекорда | Није било светских рекорда | Није било светских рекорда |
| Гетеборг 2006      | Није било светских рекорда | Није било светских рекорда                                    | Није било светских рекорда | Није било светских рекорда                                 | Није било светских рекорда | Није било светских рекорда | Није било светских рекорда |
| Барселона 2010     | Није било светских рекорда | Није било светских рекорда                                    | Није било светских рекорда | Није било светских рекорда                                 | Није било светских рекорда | Није било светских рекорда | Није било светских рекорда |
| Хелсинки 2012      | Није било светских рекорда | Није било светских рекорда                                    | Није било светских рекорда | Није било светских рекорда                                 | Није било светских рекорда | Није било светских рекорда | Није било светских рекорда |
| Цирих 2014         | 50 км ходање               | Јоан Диниз                                                    | Француска                  |                                                            |                            | 3:32:33                    | 15. август 2014            |